# R/V Aurelia
Ej att förväxla med tidigare svenska forskningsfartyget Aurelia
R/V Aurelia är ett finländskt forskningsfartyg, som ägs av Skärgårdshavets forskningsinstitut vid Åbo universitet, som är lokaliserat till Själö forskningsstation i Skärgårdshavet.
R/V Aurelia är verksam i den den finländska skärgården mellan Nystad, Åland och Hangö udd. 